# Дархан
Да́рхан (монг. Дархан, «кузнец») — третий по величине город Монголии, административный центр аймака Дархан-Уул.

## Географическое положение
Расположен на севере Монголии, в междуречье Хара-Гол и Шарын-Гол.
Находится неподалёку от границы с Россией, здесь имеется генеральное консульство России и проживает большое количество русских.

## История
Согласно названию города подразумевалось, что он был задуман как промышленный центр для северных территорий Монголии.
Первый камень в фундамент города был заложен 17 октября 1961 года. Строительство первых промышленных сооружений в городе было начато советскими и монгольскими рабочими в 1962 году. В 1963 году численность населения составляла 22,8 тыс. человек, и это был второй по величине и индустриальному значению город МНР.
Город строился по заранее разработанному плану, с регулярной планировкой кварталов и многоэтажными зданиями. По программе озеленения здесь было высажено несколько тысяч саженцев. В дальнейшем, в развитии города участвовали другие социалистические страны: СССР, Болгария, Венгрия, ГДР, Польша и Чехословакия.
Для обеспечения электричеством города и окрестностей в середине 1960-х гг. здесь была построена Дарханская ТЭЦ им. В. И. Ленина, работавшая на угле Шарынгольского угольного разреза (который находится южнее города).
В начале 1970-х гг. здесь действовали цементный завод, завод железобетонных изделий, овчинно-шубная фабрика, мясокомбинат, комбикормовый комбинат и элеватор.
В 1984 году численность населения составляла 64 тыс. человек, основой экономики были производство строительных материалов, лёгкая и пищевая промышленность.

## Экономика
Город остаётся в основном индустриальным центром, а также местом проживания около 82 % населения аймака. Как и в большинстве других монгольских городов, порядка 86 % горожан проживает в квартирах, остальное население живёт в юртах на окраинах города.
В 1990 году, на базе японских технологий и оборудования, а также с использованием японского заёмного капитала, был построен завод по производству стали. В настоящее время[когда?]

 реализуется новый проект на Дарханском металлургическом заводе с целью полностью освоить его проектные мощности. Исполнительный директор завода Т. Ганболд сообщает, что в рамках нового проекта намечают воздвигнуть совершенно новое предприятие. Обрабатывающие мощности будут действовать в Дархане, а предприятия по добыче и обогащению — на территории соседнего — Селенгийского аймака, вблизи месторождений железной руды. Первенец монгольской чёрной металлургии сегодня[когда?]

 использует лишь 60 % своей мощности. В 2008 году этот показатель достигал иногда 92 %, что подтвердило его возможность работать на полную проектную мощность. Однако для этого нужно техническое обновление, считают специалисты.
В 1995—1996 годах была произведена реконструкция мясоперерабатывающего комбината. Большинство крупных предприятий, за исключением завода по производству стали и мясоперерабатывающего комбината, в настоящее время приватизированы и находятся в частном ведении. За последние годы получил развитие и частный сектор, что увеличило количество предприятий малого и среднего бизнеса.
В 2010 году численность населения составляла 74 738 жителей.
Мясоперерабатывающий комбинат, фабрика по переработке зерна и муки, кондитерская фабрика, комбинат по производству алкогольной и безалкогольной продукции — все эти предприятия пищевой промышленности в настоящее время[когда?]

 обеспечивают собственное производство для населения аймака и страны.
Город Дархан в ближайшем будущем[когда?]

 превратится в крупный центр нефтепереработки. В октябре 2011 года был заложен фундамент Дарханского нефтеперерабатывающего завода проектной мощностью 2 млн тонн нефти в год - этого достаточно, чтобы полностью удовлетворить потребность страны в бензине, дизельном топливе и авиационном керосине. Для строительства завода будут привлечены кредиты японских банков, а главными подрядчиками выступают японские корпорации Marubeni и Toyo Engineering. Строительство первого в стране нефтеперерабатывающего завода планируется закончить к 2015 году.

## Транспорт
Город расположен на Трансмонгольской железной дороге, от него отходит ветвь протяжённостью 64 км к станции Шарынгол.

## Культура
Монастырь Харагин представляет собой симпатичную бревенчатую хижину в старом городе, с недавних пор он снова стал действующим буддийским монастырём.
Кроме того в городе есть Музей Дарханского аймака. В этом музее, называемом также Традиционным Музеем Народного Искусства, находятся коллекции археологических находок, традиционной одежды, религиозных экспонатов и чучел животных.

## Образование
Город Дархан второй по величине образовательный центр Монголии, имеющий высокий уровень образованности городского населения. В Дархане обучаются сотни студентов из других регионов. На сегодняшний день в аймаке Дархан Уул существует 12 высших учебных заведений, 22 средних школы, 14 детских садов, институт менеджмента и развития, региональный центр развития бизнеса, исследовательский институт растениеводства и сельского хозяйства.

## Сельское хозяйство
Дарханско-Селенгинский регион — один из немногих, где монгольские кочевники занимались сельским хозяйством с древнейших времён. Аймак Дархан Уул — это главный сельскохозяйственный производитель Монголии, имеющий богатые ресурсы для развития сельского хозяйства. Этот регион имеет более тёплый климат, чем остальная часть Монголии. В бассейне реки Хараа сосредоточены благоприятные природные и климатические условия для выращивания зерновых культур и овощей, особенно картофеля. Свыше 90 сельскохозяйственных кооперативов производят зерно, фураж и овощи. В аймаке Дархан Уул свыше 30 000 гектаров почвы пригодны для земледелия.
Сельскохозяйственные районы занимают 71,1 % территории аймака, а леса составляют 22,4 % территории аймака. Большинство жителей аймака занимаются животноводством. Количество домашнего скота составляет 194 500 голов.

## Города-побратимы
- Димитровград, Болгария[10]
- Ирвинг, Техас, США
- Капошвар, Венгрия
- Улан-Удэ, Бурятия, Россия
- Цайц, Саксония-Анхальт, Германия